# Versailles State Park
Der Versailles State Park ist mit 24,23 km² der zweitgrößte State Park des US-Bundesstaates Indiana und liegt im Ripley County nordöstlich der Stadt Versailles am U.S. Highway 50. Während der Great Depression wurde 1934 vom National Park Service ein Parkgelände im Ripley County geplant und eine geeignete Fläche von 688 Hektar ehemaligen Farmlands ausgesucht. Im folgenden Jahr begann die Company 596 des Civilian Conservation Corps mit über 200 jungen Männern zwischen 18 und 28 Jahren die Infrastruktur für ein Erholungsgebiet zu bauen. Dazu gehörten Unterkünfte, Gemeinschafts- und Verwaltungsgebäude sowie Zufahrtsstraßen, befestigte Wege, Picknick- und Freizeitanlagen mit hölzernen und gemauerten Elementen, Baumpflanzungen und Erosionsschutzmaßnahmen. Bereits 1937 wurde die Company 596 nach Oregon verlegt. Die meisten der errichteten Strukturen sind noch vorhanden.
Das Gelände wurde 1943 an den Bundesstaat Indiana übertragen und als Versailles State Park eröffnet. Durch das Parkgelände fließt der Laughery Creek, benannt nach Colonel Archibald Lochry  aus dem Amerikanischen Unabhängigkeitskrieg. Bereits seit dem Silur hat der Fluss die Kalkschichten erodiert und dabei auch Ordovizium-Schichten freigelegt, so dass im Park Fossilien von Moostierchen, Brachyopidae, Korallen, Seelilien und Haarsternen gefunden werden können. Zahlreiche Dolinen und Quellen sind ein Hinweis auf unterirdische Wasserläufe. Zwangsarbeiter begannen 1954 einen Staudamm zu bauen, der den Laughery Creek zum 93 ha großen Versailles Lake aufstaute. 1958 konnte der See für die Öffentlichkeit als weitere Erholungsmöglichkeit zum Schwimmen, Fischen und Bootfahren freigegeben werden. Einhergehend mit den 1987 angelegten Schwimmbecken mit Wasserrutsche wurde das Schwimmen im See verboten. Campingmöglichkeiten, Reitwege und Trails für Mountainbikes ergänzen das Freizeitangebot. In den Jahren 2007–2010 wurden jährlich zwischen 250.000 und 266.000 Besucher gezählt.

## Busching Covered Bridge
Im südlichen Zufahrtsbereich des Versailles State Parks überquert die Busching Covered Bridge den Laughery Creek. Sie wurde 1885 von Thomas A. Hardman im Howe-Truss Fachwerk nach William Howe erbaut. Die gedeckte Brücke ist 52 m lang, 4,6 m breit und 4,8 m hoch.
Eine umfangreiche Brückensanierung wurde 2005 durchgeführt und eine Gedenktafel angebracht.